# PenAir-Flug 3296
Der PenAir-Flug 3296 (Flugnummer IATA: 7H3296, ICAO: NLA3296, Funkrufzeichen: PENINSULAR 3296) war ein Inlandslinienflug der Regionalfluggesellschaft Peninsula Airways (PenAir) von Anchorage (Alaska) nach Unalaska auf den Aleuten. Am 17. Oktober 2019 verunfallte auf dem Flug eine Saab 2000 bei der Landung auf dem Flughafen Unalaska. Nach dem Aufsetzen überrollte die Maschine das Landebahnende, wobei ein Mensch ums Leben kam und elf weitere Menschen verletzt wurden. Es handelte sich um den ersten tödlichen Zwischenfall mit einer Saab 2000.

## Flugzeug

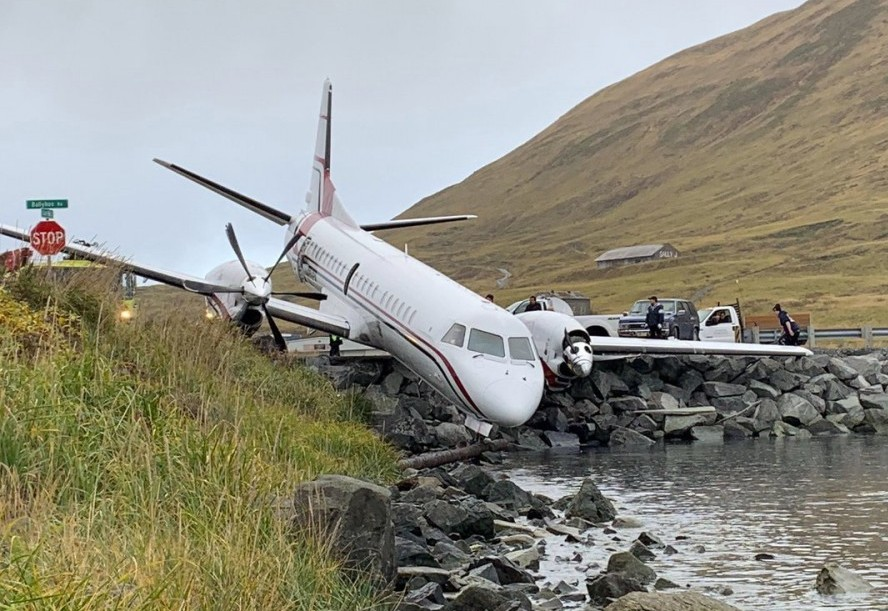
Die Maschine nach dem Unfall

Bei der betroffenen Maschine handelte es sich um eine Saab 2000 aus schwedischer Produktion mit der Werknummer 2000-017. Die Maschine wurde im Jahr 1995 im Saab-Werk in Linköping endmontiert und absolvierte, auf den Hersteller mit dem Luftfahrzeugkennzeichen SE-017 zugelassen, am 9. April 1995 ihren Erstflug. Am 12. Juni 1995 wurde die Maschine mit dem Luftfahrzeugkennzeichen V7-9508 an die Air Marshall Islands ausgeliefert, ab März 1998 war die Maschine an die Air Vanuatu verleast. Am 11. April 2000 kaufte die Régional Compagnie Aérienne Européenne die Maschine und ließ sie mit dem Luftfahrzeugkennzeichen F-GJIG zu. Ab dem 22. Juni 2000 führte die Europe Air Charter mit der Maschine unter dem luxemburgischen Kennzeichen LX-DBR Flüge für die Régional Compagnie Aérienne Européenne durch. Am 29. Oktober 2001 übernahm die französische AirJet die Maschine und ließ sie mit dem Kennzeichen F-GOAJ zu. Später sollte die Maschine mit dem Kennzeichen VH-UYA von der MacAir Airlines übernommen werden, das Geschäft kam jedoch nicht zustande. Am 23. Dezember 2004 übernahm wieder der Hersteller Saab Aircraft die Maschine und ließ sie mit ihrem Ursprungskennzeichen SE-017 zu. Am 10. April 2005 übernahm der Rennstall Joe Gibbs Racing die Maschine und betrieb sie seitdem mit dem Kennzeichen N519JG. PenAir übernahm die Maschine am 10. Mai 2016 und ließ sie mit dem Luftfahrzeugkennzeichen N686PA zu. Die Saab trug zuletzt eine weiße Lackierung mit schwarzen und weinroten Streifen und ohne Betreiberschriftzug. Die Lackierung entsprach damit im Wesentlichen jener, mit der die Maschine zuvor bei dem Rennstall in Betrieb war. Das zweimotorige Mittelstreckenflugzeug war mit zwei Turboproptriebwerken des Typs Rolls-Royce AE 2100A ausgerüstet.

## Passagiere und Besatzung
Den Flug von Anchorage nach Unalaska hatten 39 Passagiere angetreten und sollte 2 Stunden 15 Minuten dauern. Es befand sich eine dreiköpfige Besatzung an Bord, bestehend aus einem Flugkapitän, einem Ersten Offizier und einer Flugbegleiterin. Der Flugkapitän verfügte über etwa 20.000 Stunden Flugerfahrung, wovon er jedoch nur 101 Stunden mit der Saab 2000 absolviert hatte. Der Erste Offizier verfügte über 1.446 Stunden Flugerfahrung, darunter 147 Stunden mit der Saab 2000.

## Unfallhergang
Die Maschine startete um 15:15 Uhr vom Flughafen Anchorage. Als sich die Maschine Unalaska näherte, wurde die Freigabe für einen RNAV-Anflug auf Landebahn 13 erteilt. Während des Anfluges änderten sich Windstärke und -richtung von 8 Knoten und 14 Knoten in Böen aus 210 Grad auf 7 Knoten aus 180 Grad. Während des Anfluges wurden 10 Knoten aus 270 Grad gemeldet. Nachdem das anfliegende Flugzeug durch die Windscherung instabil wurde, leiteten die Piloten ein Durchstarten ein, um einen zweiten Anflug im Sichtflug durchzuführen. Die Windstärke nahm zwischenzeitlich zu, wobei sie im zweiten Anflug 24 Knoten aus 300 Grad betrug. Der Flugkapitän beschloss, die Maschine trotz des hohen Rückenwinds, welcher die zulässigen Betriebsgrenzen der Maschine überschritt, in Unalaska zu landen. Um 17:40 Uhr setzte die Maschine 1.000 Fuß hinter der Landebahnschwelle der 4.500 Fuß langen Landebahn auf. Der Flugkapitän aktivierte die Radbremsen und die Schubumkehr. Als der Erste Offizier eine Rollgeschwindigkeit von 80 Knoten ausrief, habe der Kapitän die maximale Bremsleistung aktiviert. Die Maschine überrollte das Landebahnende, durchschlug die Flughafenumzäunung und rollte über eine dahinterliegende Straße. Indem sie die Saab nach rechts lenkten, versuchten die Piloten zu verhindern, dass sie in das Wasser des Dutch Harbor stürzte. Der linke Propeller kollidierte mit einem Ampelpfosten, wodurch die Propellerblätter abbrachen. Zwei Propellerblätter durchschlugen den Flugzeugrumpf und schlugen in der Höhe des Kabinenfensters von Sitz 4A die Kabine ein, wobei der Passagiersitz verschoben wurde. Dadurch wurden zwei Passagiere schwer verletzt. Von den vier ins Krankenhaus eingewiesenen Passagieren erlag ein 38-jähriger Mann seinen schweren Verletzungen. Zwölf Passagiere mussten medizinisch behandelt werden.

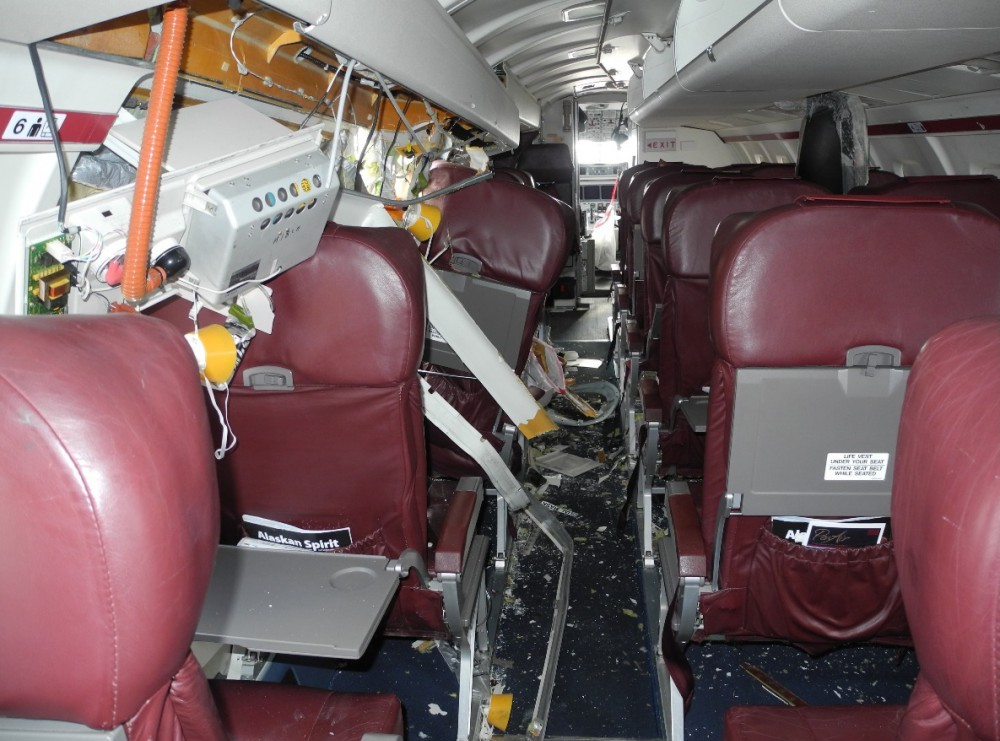
Das Innere der Maschine nach dem Unfall
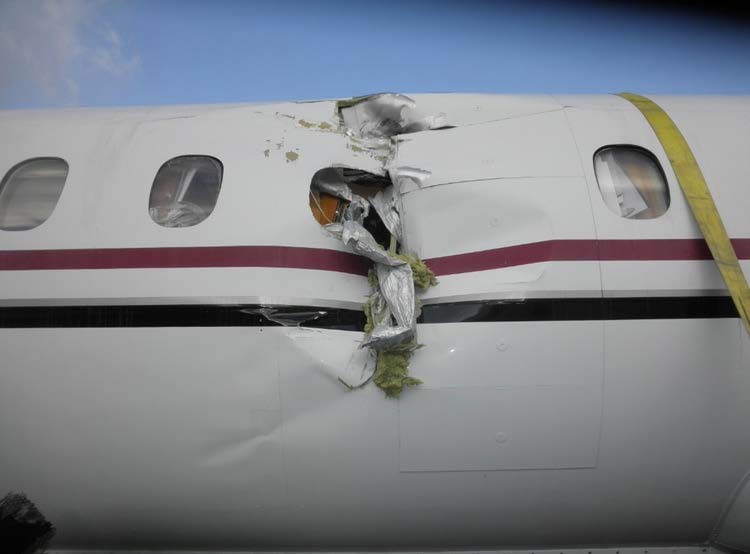
Detailaufnahme der Stelle, an der das Propellerblatt den Rumpf durchschlug
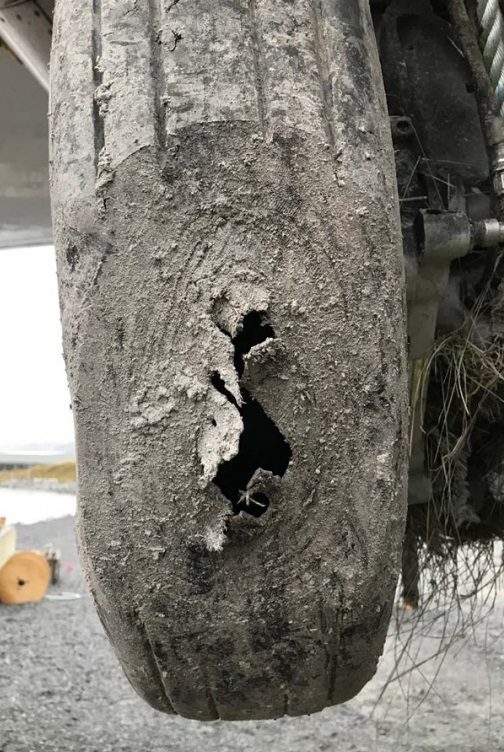
Reifen des blockierten Fahrwerkrades

## Ursache
Der linke hintere Fahrwerksreifen wurde in einem an einer Stelle einseitig abgenutzten und durchgescheuerten Zustand vorgefunden. In Verbindung mit einer vorgefundenen dunklen Reifenabriebspur ließ dies den Schluss zu, dass das entsprechende Fahrwerksrad stillgestanden hatte, als die Maschine über die Landebahn rutschte.
Letztlich konnte festgestellt werden, dass ein Wartungsfehler ursächlich für den Unfall gewesen war. Die Ermittler des National Transportation Safety Board stellten fest, dass das Antiblockiersystem des linken Hauptfahrwerksrads im Zuge von Wartungsarbeiten fehlerhaft verkabelt worden war, wodurch es außer Betrieb gesetzt wurde. Dies führte dazu, dass das Rad beim Bremsvorgang blockierte und über die Landebahn schliff, bis der Reifen platzte. Anschließend habe der Bremsdruck auf zwei der drei verbliebenen Räder nachgelassen, wodurch die Maschine nicht mehr auf der verbliebenen Landebahnlänge zum Stehen gebracht werden konnte und das Landebahnende überrollte.
Die Ermittler des NTSB bezeichneten die Entscheidung des Flugkapitäns, die Maschine trotz der hohen Rückenwindkomponente zu landen, als vorsätzlich unangemessen und sahen darin ein Indiz für eine kognitive Verzerrung („plan continuation bias“). Sie stellten außerdem fest, dass die Federal Aviation Administration die Sicherheitskriterien hinsichtlich der Länge der Sicherheitszone hinter dem Landebahnende für Landungen mit Maschinen dieser Größenordnung nicht ausreichend berücksichtigt hatte, als sie der PenAir die Genehmigung erteilte, diesen Flughafen mit der Saab 2000 anzufliegen.
Die Unfallermittler empfahlen den Einbau von Rollgeschwindigkeitssensoren für die Fahrwerksräder, um künftige Fehlverkabelungen zu verhindern.